# 少佐
少佐(しょうさ)は、軍隊の階級の一。佐官に区分され、中佐の下、大尉の上に位置する。北大西洋条約機構の階級符号ではOF-3に相当する。
主要先進国の軍隊では、大尉から少佐への昇進時に特別な専門教育を受ける。個人の能力以外に「現場での集団への指揮能力」を認められた者に与えられる役職である。そのために昇進することができず最終階級が大尉で除隊する者が多い。
- 陸軍では主に師団幕僚、大隊長若しくは中隊長又は連隊付等を務める。
- 海軍では主に軍艦の副長や分隊長、艇長および潜水艦艦長等を務める。
- 空軍では主に熟練した航空機操縦士や軍の幕僚等を務める。

## 日本

### 旧日本軍
版籍奉還の後、1870年10月12日(明治3年9月18日)に太政官の沙汰により海陸軍大佐以下の官位相当を定めたときに海陸軍中佐の下、海陸軍大尉の上に海軍少佐と陸軍少佐を置き正六位相当とした   。明治3年11月には太政官による海陸軍少佐の任官の例が見られる。
1871年2月11日(明治3年12月22日)に各藩の常備兵編制法を定めたときに歩兵大隊の大隊長を少佐と改称した  。少佐は奏聞を経て任ずるもの(奏任官)とした  。
廃藩置県の頃から海陸軍少佐の任官の例が増える。明治4年8月の官制等級改定及び兵部省官等改定や明治5年1月の官等改正及び兵部省中官等表改定など数度の変更があり 、明治5年2月の兵部省廃止及び陸軍省・海軍省設置を経て、明治6年5月8日太政官布達第154号 による陸海軍武官官等表改正で軍人の階級呼称として引き続き用いられ、西欧近代軍の階級呼称の序列に当てはめられることとなった。当初、日本陸海軍(日本空軍は存在しない)では大佐以下少佐までを上長官、大尉以下少尉までを士官と呼称した   。
2025年3月時点で、軍人恩給を受けている元兵士のうち、少佐以上の存命者は1人となっている。

### 自衛隊
自衛隊では、3等陸佐・3等海佐・3等空佐(略称は3佐)に当たる。陸上自衛隊においては、連隊・群・大隊の中隊長職他、司令部(陸上総隊・方面総監部・師団・旅団)の班長及び付隊長、連隊本部・群本部の科長、大隊本部の係主任等に就いているのが一般的である。大隊長職に就く場合もある(2佐に昇任予定の3佐・大隊長職にあたる2佐の充足不足等)。警察では警視に相当し、中央官庁では本省係長に相当する。
3等陸佐及び3等空佐以上の正帽の目庇には飾りが付されるが、3等海佐には付されない。海上自衛隊において正帽の目庇の飾りは艦長相当職以上の証であり、原則として3等海佐は艦長には任じられないためである。

## アメリカ合衆国
- 陸軍：Major

アメリカ陸軍少佐(上)及び海軍少佐(下)の階級章

- 海軍：Lieutenant Commander
- 空軍：Major
- 海兵隊：Major

## イギリス
イギリス
- 陸軍：Major
- 海軍：Lieutenant Commander
- 空軍：Squadron Leader
- 海兵隊：Major

## ドイツ
ドイツ
- 陸軍：Major
- 海軍：Korvettenkapitän
- 空軍：Major

## フランス
フランス
- 陸軍：commandantまたは(commandant) chef de bataillon(砲兵隊などでは(commandant) chef d'escadron)
- 海軍：capitaine de corvette
- 空軍：commandant

## 中華人民共和国
中華人民共和国
- 少校

## 中華民国
中華民国
- 少校[50]

## 大韓民国
大韓民国
- 少領(소령)